# Ольджишовиці
Ольджишовиці (пол. Oldrzyszowice, нім. Hilbersdorf) — село в Польщі, у гміні Левін-Бжеський Бжезького повіту Опольського воєводства.
Населення — 342 особи (2011).

## Демографія
Демографічна структура станом на 31 березня 2011 року:
|          | Загалом | Допрацездатний вік | Працездатний вік | Постпрацездатний вік |
| -------- | ------- | ------------------ | ---------------- | -------------------- |
| Чоловіки | 159     | 31                 | 115              | 13                   |
| Жінки    | 183     | 32                 | 104              | 47                   |
| Разом    | 342     | 63                 | 219              | 60                   |